# Råda församling, Skara stift
Råda församling var en församling i Skara stift och i Lidköpings kommun. Församlingen uppgick 2006 i Kållands-Råda församling. 

## Administrativ historik
Församlingen har medeltida ursprung.
Församlingen var till 2006 moderförsamling i pastoratet Råda, (Kållands-)Åsaka och Mellby. Församlingen uppgick 2006 i Kållands-Råda församling.

## Kyrkor
- Råda kyrka